# Nossa Senhora da Graça
La Nossa Senhora da Graça era una caracca portoghese che andò persa per naufragio nel 1559 al largo di Cabo das Correntes (all'ingresso meridionale del Canale del Mozambico) mentre navigava sulla Carreira da Índia, senza alcuna perdita umana

## Storia
La caracca Nossa Senhora de Graça fu costruita nel 1556, ed era all'epoca una delle navi più grandi impiegate sulla Carreira da Índia.
Al comando del capitano João Rodrigues Salema de Carvalho  lasciò Cochin insieme alla caracca Aguia nel gennaio 1559 per raggiungere Lisbona. Il 20 gennaio era partita da Goa per il Portogallo una nave più piccola, la caracca Aguia, con a bordo l'ex governatore generale dell'India Francisco Barreto. Quando entrambe le navi si trovarono a circa 230 miglia da Capo di Buona Speranza nel marzo 1559, affrontarono una tempesta. Quando la tempesta cominciò a infuriare la Nossa Senhora de Graça attraccò in Mozambico, mentre la Aguia venne colpita da forti venti vicino al Natal e riuscì ad evitarla di poco e raggiunse il Mozambico nell'aprile 1559, dove incontrò la Nossa Senhora de Graça.
Entrambe le navi rimasero lì per sette mesi e mezzo per le riparazioni e poi salparono dal Capo di Buona Speranza il 17 novembre 1559. Presto l'acqua iniziò a infiltrarsi nello scafo della Aguia, e vennero fatti tutti gli sforzi possibili per pomparla fuori e ridurre le infiltrazioni la nave continuò nel suo viaggio.
Durante la navigazione, sorprendentemente, la Nossa Senhora de Graça richiese urgente aiuto alla Aguia. Il governatore Barreto, a bordo di una scialuppa, andò sulla Nossa Senhora de Graça decidendo poi per l'immediato abbandono della nave. Tutte le persone a bordo, e parte del carico, furono trasferite sulla Aguia, che arrivò ad avere a bordo 1137 persone, che fece rotta per il Capo di Buona Speranza dovendo affrontare di nuovo una tempesta. Da lì venne deciso di proseguire per il Mozambico ma la nave urtò uno scoglio, riuscendo comunque ad arrivare a destinazione il 17 dicembre 1559. Per la perdita della sua nave il capitano Rodrigues de Carvalho morì di dolore. Nel marzo 1560, l'ex governatore Barreto partì per Goa a bordo di una fusta, arrivandovi il 17 maggio 1560. La Aguia venne riparata e lasciò il Mozambico per Goa il 1 agosto 1560 sotto il comando del nuovo capitano Bastiao. Durante la navigazione la nave iniziò nuovamente ad imbarcare acqua tanto da dover riparare nel porto di Mombassa, dove venne smantellata. Un resoconto di questa tragedia è stato scritto da Manuel Barradas, un padre gesuita.
La   Nossa Senhora de Graça affondò al largo di Cabo dos Correntes. Dopo la perdita della nave il capitano Salema de Carvalho compilò un elenco delle merci trasportate a bordo della Nossa Senhora de Graça destinate ad essere vendute nei mercati di Lisbona. Tutti gli schiavi furono salvati, una cassa comprendente tessuti e altri oggetti, compresi due piccole trapunte di tessuto bianco del Bengala, due trapunte di seta tussar per una bara, i documenti fornivano un resoconto relativamente dettagliato dei tessuti, comprese le trapunte destinate alla decorazione degli interni delle case. È degno di nota il fatto che il capitano si riferisca esplicitamente ai tessuti destinati alle casse da morto.
Il tasso di persone che morivano durante il viaggio verso Goa o verso l'India era molto alto. Le bare furono probabilmente tra i primi mobili ordinati in India dai portoghesi. Ben presto furono anche esportate e molte furono riccamente decorate, come quella in oro acquistata da Francisco do Amaral e Vasconcelos.